# Ghiacciaio Bonne
Il ghiacciaio Bonne è un ripido ghiacciaio lungo circa 2 km situato nella regione centro occidentale della Dipendenza di Ross, nell'Antartide orientale. Il ghiacciaio, il cui punto più alto si trova a circa 1200 m s.l.m., si trova in particolare all'estremità settentrionale dei colli Denton, sulla costa di Scott, dove fluisce verso nord-ovest, partendo dal versante nord-occidentale del picco Hobbs e scorrendo fino a unire il proprio flusso a quello del ghiacciaio Blue, poco a nord del ghiacciaio Cassini.

## Storia
Il ghiacciaio Bonne è stato scoperto durante la Spedizione Discovery, condotta da 1901 al 1904 e comandata da Robert Falcon Scott, ma così battezzato solo nel 1993 dal Comitato neozelandese per i toponimi antartici, il quale ha nominato diverse formazioni geografiche in quest'area con nomi relativi alle scienze; il nome del ghiacciaio Bonne deriva in particolare dalla proiezione di Bonne, una proiezione cartografica pseudoconica equivalente.